# Ana Paula Arósio
Ana Paula Arósio (n. 16 iulie 1975, São Paulo, Brazilia) este o fostă actriță și model brazilian. De origine italiană, a devenit faimoasă în Europa pentru telenovele cu fond istoric Terra Nostra în rolul lui Giuliana Splendore.
Ea a câștigat de trei ori presa Trofeului: în categoria Revelația Anului, așa cum a fost "Hilda" din Hilda Furacão în 1998; în categoria Cea mai bună actriță, la fel ca italianul "Giuliana" din Terra Nostra, în 1999; și, de asemenea, cea mai bună actriță pentru evreul "Camille" din Esperança, în 2002.
În prezent, este crescător de cai la ferma în care locuieste.

## Viața personală
În 2009 a început să se întâlnească cu arhitectul Henrique Pinheiro. Ea s-a căsătorit cu el într-o ceremonie discretă la locul său din municipiul Santa Rita do Passa Quatro, la 253 de kilometri de São Paulo, pe 16 iulie 2010, când a împlinit 35 de ani.
De atunci, actrița și-a abandonat cariera și a optat pentru a trăi în izolare în ferma sa

## Filmografie

### Televizor
- 1994 - Éramos Seis .... Amanda Santos
- 1996 - Razão de Viver .... Bruna Loureiro
- 1997 - Os Ossos do Barão .... Isabel Camargo Parente Rendon Pompeo e Taques
- 1998 - Hilda Furacão .... Hilda Gualtieri Müller (Hilda Furacão)
- 1998 - Você Decide .... Madalena (episodul: "Amor ou Justiça?")
- 1998 - Mulher .... Maria (episodul: "Menino ou Menina")
- 1999 - Terra Nostra .... Giuliana Splendore
- 2001 - Os Maias .... Maria Eduarda da Maia
- 2001 - Brava Gente .... Madalena (episodul: "A Quenga e o Delegado")
- 2001 - Os Normais .... Carmem (episodul: "De Volta ao Normal")
- 2002 - Esperança .... Camille Salvatorre
- 2004 - Um Só Coração .... Yolanda Penteado
- 2004 - Celebritate .... Alice (Participare specială)
- 2005 - Mad Maria .... Consuelo
- 2005 - Damas e Cavalheiros .... Paulinha
- 2006 - Pagini de viață .... Olívia Martins de Andrade
- 2008 - Ciranda de Pedra .... Laura Toledo Silva Prado
- 2010 - Na Forma da Lei .... Ana Beatriz Tavares de Macedo

### Filme
- 1991 - Forever .... Berenice
- 1999 - Os Cristais Debaixo do Trono .... Gilda[10][11][12]
- 2005 - O Coronel e o Lobisomem .... Esmeraldina
- 2005 - Celeste e Estrela .... recepționer
- 2010 - Como Esquecer .... Júlia
- 2013 - Anita e Garibaldi .... Anita Garibaldi[13]
- 2015 - A Floresta Que Se Move .... Clara[14]